# Чернобрюхая расписная танагра
Чернобрюхая расписная танагра (лат. Ramphocelus melanogaster) — вид птиц из семейства танагровых. Выделяют два подвида.

## Распространение
Эндемик Перу, где встречается в небольшом по площади регионе на севере страны, занимая всего две речных долины.

## Описание
Красно-черная или коричневая птица с преимущественно серебряным клювом. У самца черные крылья, хвост и брюшко с ярко-красными боками и надхвостьем, а также красновато-коричневые голова, грудь и спина. У самки верхняя сторона тела красновато-коричневая, а низ и лицо — рыжевато-красноватые.

## Биология
Питание и размножение не описаны.